# Siekiera
Siekiera (en polonès: «destral») va ser un grup de post-punk polonès. Amb una música ràpida i agressiva i unes lletres plenes d'obscenitats, la banda va fer-se coneguda al Festival de Jarocin de 1984. Després d'alguns canvis de formació i de passar a fer música new wave, el grup es va dissoldre el 1988.

## Trajectòria
Siekiera es va formar l'any 1982 a la ciutat de Puławy, amb el nom de Trafo. Va començar tocant versions d'U.K. Subs i The Exploited. A la tardor de 1983 va canviar el seu nom pel de Siekiera.
El 1984 va fer el seu primer concert oficial a la sala Remont de Varsòvia. L'octubre de 1984, després d'una actuació amb TZN Xenna i Youth Brigade, el cantant Tomasz Budzynski va abandonar la banda després d'una disputa amb el guitarrista Tomasz Adamski per l'escriptura de les lletres. Després d'això, Budzynski va formar el grup de punk rock Armia amb el músic Robert Brylewski.
Tomasz Adamski va reformar Siekiera i va assumir les funcions vocals a més de tocar el baix. El febrer de 1985 van gravar cançons noves algunes de les quals van sonar a la ràdio. El 1985 van tornar a tocar al Festival de Jarocin, però al públic punk ortodox no el va convèncer la seva nova imatge i música new wave.
El 1986 Siekiera va llançar el seu únic LP, Nowa Aleksandria, que està influenciat principalment per Killing Joke i considerat com un dels millors àlbums polonesos de tots els temps. El 1987 el grup va fer una minigira amb Variete, una banda polonesa de new wave. Finalment, l'any 1988 es van separar.
L'any 2014, el grup polonès de black metal Behemoth, va incloure una versió de «Ludzie Wschodu», a l'edició australiana del seu àlbum The Satanist. El 2017, el grup polonès Drivealone va tocar en directe l'àlbum Nowa Aleksandria de Siekiera al complet al centre cultural Dom Chemika de Puławy.